# Berlin-Liga (Herren)
Die Berlin-Liga (bis 2008 Verbandsliga Berlin) ist die höchste Spielklasse auf dem Gebiet des Berliner Fußball-Verbandes. Seit Einführung der 3. Liga zur Saison 2008/09 ist die Berlin-Liga eine der sechsthöchsten Spielklassen im deutschen Ligasystem der Herren. Der Staffelmeister steigt direkt in die Oberliga Nordost auf und erhält den Titel des Berliner Fußballmeisters.

## Geschichte
Bis zur Auflösung der DDR und der damit verbundenen Verschmelzung von Ost- und West-Berlin zum Bundesland Berlin existierten auf Westseite die Oberliga und auf Ostseite die Bezirksliga als höchste Berliner Spielklassen. Nach der Deutschen Wiedervereinigung wurden die bisher im Deutschen Fußball-Verband (DFV) organisierten Ost-Berliner Fußballvereine am 20. November 1990 in den bis dahin für West-Berlin zuständigen BFV integriert. Hierbei wurde auch das Ziel formuliert, eine neue eingleisige höchste Spielklasse für Gesamtberlin zu errichten.
Bereits davor wurde zur Saison 1990/91 die Ost-Berliner Bezirksliga abgeschafft und als zweite Staffel in die bereits bestehende West-Berliner Landesliga aufgenommen, wobei beide Staffeln noch in West und Ost getrennt waren. Die der Landesliga übergeordnete Oberliga Berlin wurde nach dieser Saison ebenfalls aufgelöst und zur Saison 1991/92 in die Staffeln Nord und Mitte der neu geschaffenen Oberliga Nordost integriert. Darunter befand sich die Landesliga Berlin weiterhin in zwei Staffeln (jedoch nicht mehr nach West und Ost getrennt). Zum Beginn der Saison 1992/93 startete schließlich die eingleisige Verbandsliga Berlin mit dem Spielbetrieb. Bei ihrer Einführung wurde die Verbandsliga die vierthöchste Liga hinter der ersten und zweiten Bundesliga sowie der Oberliga Nordost und vor der – eine Klasse tiefer gestuften – Landesliga Berlin. Nach der Wiedereinführung der Regionalligen als dritthöchste Spielklassen 1994 rutschte die Verbandsliga um eine Klasse tiefer.
Nach dem Abschluss der Saison 2007/08 kam es zu einer erneuten Spielklassenstrukturreform im deutschen Ligafußball. Diese beinhaltete die Einführung einer neuen eingleisigen 3. Liga, wodurch die bis dahin drittklassigen Regionalligen viertklassig wurden. Alle Ligen innerhalb des Nordostdeutschen Fußball-Verbands (NOFV) wurden ebenfalls in der Wertigkeit um eine Klasse nach unten gestuft. Aufgrund der Reform gab es in der Saison einen geänderten Qualifikationsmodus zum Aufstieg in die NOFV-Oberliga Nord: Neben dem direkt qualifizierten Berliner Meister erhielt der Zweitplatzierte der Verbandsliga in zwei Relegationsspielen gegen den Zweitplatzierten der Verbandsliga Sachsen-Anhalt ebenfalls die Chance, in die Oberliga aufzusteigen. Dem SV Lichtenberg 47 gelang jedoch der Aufstieg in die Oberliga gegen die zweite Mannschaft des 1. FC Magdeburg nicht.
Zur Saison 2008/09 startete die Verbandsliga Berlin erstmals unter ihrem neuen Namen Berlin-Liga. Zur Saison 2017/2018 sicherte sich „11Teamsports“ die Namensrechte der Liga und somit heißt sie ab dieser Saison 11Teamsports Berlin-Liga.
Die Ewige Tabelle der Berlin-Liga listet alle 79 Mannschaften, die seit 1992 an der Liga teilnahmen. Mit den meisten Teilnahmen steht der TSV Rudow auf Platz 1 der ewigen Tabelle. Die wenigsten Punkte konnte bislang der 1. FC Schöneberg erspielen. Tennis Borussia Berlin gelang der Gewinn der Berlin-Liga sowohl mit der ersten als auch mit der zweiten Mannschaft. Ebenso mit zwei Mannschaften vertreten war bislang der BFC Dynamo. Die meisten Teilnehmer kamen mit je 10 Mannschaften aus den Bezirken Charlottenburg-Wilmersdorf und Tempelhof-Schöneberg, wohingegen aus Pankow mit drei Mannschaften die wenigsten Teilnehmer kamen. In der Saison 2024/25 nimmt mit Blau-Weiß Hohen Neuendorf erstmals eine Mannschaft aus dem Land Brandenburg an der Berlin-Liga teil.
Die meisten Tore in einer Saison erzielte 1999/2000 Türkiyemspor mit 144 Treffern und konnte sogleich mit +113 Toren die beste Tordifferenz erreichen. Sparta Lichtenberg konnte bereits drei Mal über 100 Tore in einer Spielzeit erzielen. Die meisten Gegentore kassierte in der Saison 2012/13 Club Italia mit 244 Treffern und hält aus dieser Spielzeit zugleich mit −207 Toren den Negativrekord bei der Tordifferenz.

## Meister
- 1993: Frohnauer SC
- 1994: 1. FC Wilmersdorf
- 1995: Köpenicker SC
- 1996: SD Croatia Berlin
- 1997: Tasmania Neukölln
- 1998: Tennis Borussia Berlin II
- 1999: Berliner AK 07
- 2000: Türkiyemspor Berlin
- 2001: SV Lichtenberg 47
- 2002: Köpenicker SC
- 2003: SV Yeşilyurt Berlin
- 2004: BFC Dynamo
- 2005: BFC Preussen
- 2006: Lichterfelder FC
- 2007: Spandauer SV
- 2008: Reinickendorfer Füchse
- 2009: Lichtenrader BC 25
- 2010: 1. FC Union Berlin II
- 2011: BFC Viktoria 1889
- 2012: VSG Altglienicke
- 2013: BSV Hürtürkel
- 2014: Hertha Zehlendorf
- 2015: Tennis Borussia Berlin
- 2016: VSG Altglienicke
- 2017: SC Staaken
- 2018: Blau-Weiß 90 Berlin
- 2019: Tasmania Berlin
- 2020: SFC Stern 1900
- 2021: Eintracht Mahlsdorf
- 2022: TuS Makkabi Berlin
- 2023: SV Sparta Lichtenberg
- 2024: BFC Preussen
- 2025: SD Croatia Berlin

## Teilnehmer der Saison 2024/25
Diese achtzehn Mannschaften haben sich für die Berlin-Liga 2024/25 qualifiziert:
- VSG Altglienicke II
- Berlin Hilalspor
- Berliner SC
- SC Charlottenburg
- SD Croatia Berlin
- SV Empor Berlin
- Fortuna Biesdorf
- Frohnauer SC
- Blau-Weiß Hohen Neuendorf
- TSV Mariendorf 1897
- Polar Pinguin
- Füchse Berlin Reinickendorf
- FSV Spandauer Kickers
- Spandauer SC Teutonia
- Sportfreunde Johannisthal
- SFC Stern 1900
- Türkspor Berlin
- 1. FC Wilmersdorf